# Vlas Shichkin
Vlas Shichkin (en russe : Влас Шичкин), né le 25 janvier 2002, est un coureur cycliste russe, spécialiste des épreuves d'endurance sur piste.

## Palmarès sur piste

### Championnats du monde
| Édition / Épreuve                   | Poursuite par équipes | Course aux points |
| Francfort-sur-l'Oder 2019 (juniors) | Bronze                | Or                |

### Coupe des nations
- 2021
  - 3e de la poursuite par équipes à Saint-Pétersbourg

### Championnats d'Europe
| Édition / Épreuve        | Poursuite par équipes | Course aux points | Américaine |
| Gand 2019 (juniors)      | Argent                | Or                | Or         |
| Apeldoorn 2021 (espoirs) | Or                    | Or                | Argent     |
| Granges 2021             |                       | Bronze            |            |

### Championnats de Russie
- 2021
  -  Champion de Russie de course aux points
  -  Champion de Russie de l'américaine (avec Gleb Syritsa)
  - 2e du championnat de Russie de poursuite par équipes

## Palmarès sur route
- 2017
  -  Médaillé d'argent de la course en ligne au Festival olympique de la jeunesse européenne
- 2020
  - Manavgat Side Junior :
    - Classement général
    - 1re étape (contre-la-montre)
- 2021
  - 2e étape du Grand Prix de Sotchi
- 2022
  - Gran Premi Sant Pere
- 2023
  - Gran Premio San Lorenzo
- 2024
  - Cursa Social XTV
  - Gran Premi Odena
  - 12e étape de la Friendship People North-Caucasus Stage Race
  - 2e du Gran Premio Primavera de Ontur
- 2025
  - 2e étape des Cinq anneaux de Moscou
  - 3e du championnat de Russie sur route